# Ridgway (Pennsylvania)
Ridgway település az Amerikai Egyesült Államok Pennsylvania államában, Elk megyében, melynek megyeszékhelye is. Lakosainak száma 4039 fő (2020. április 1.).

## Népesség
A település népességének változása:

| 2010 | 4 078 |
| 2020 | 4 039 |